# Latina Televisión
Latina Televisión (previamente conocida como Frecuencia Latina Televisión y Frecuencia Latina), también llamada simplemente Latina, es un canal peruano de televisión abierta que emite desde 1983, siendo el tercer canal privado en iniciar sus emisiones.
En 2005, fue el cuarto canal en mayor audiencia según CPI, mientras que en 2008 alcanzó el tercer puesto según Kantar Ibope Media. Su sede de transmisiones se ubica en la Av. San Felipe, en el distrito de Jesús María, Lima. Es propiedad del Grupo Enfoca desde 2012 y desde 2025, año en que fue vendido a la Administradora Jockey Plaza S.A (dueño del centro comercial).

## Historia

### Antecedentes

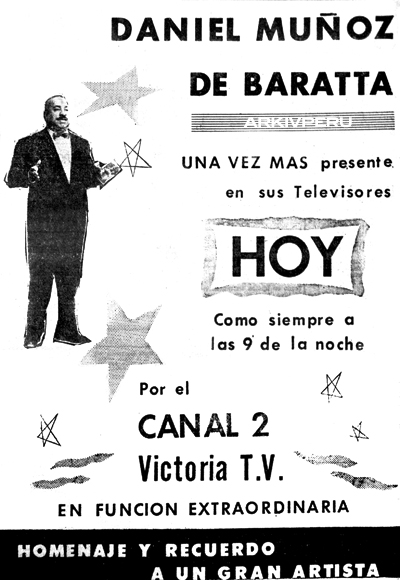
Una promocional de homenaje al cantante Daniel Muñoz de Baratta en 1963.

En 1957, Eduardo Cavero, propietario de una red de radioemisoras en Lima, adquirió los derechos para operar el canal 2 (de frecuencia 54-60 MHz) de la ciudad. Las emisiones comenzaron el 27 de mayo de 1962 como Victoria Televisión. Al principio, el enfoque del canal se basaba en atracciones musicales nacionales e internacionales. Luis Ángel Pinasco empezó a dirigir el programa Show de Shows. No obstante, debido a la competencia de canales rivales, su audiencia empezó a decaer. En 1964, fue adquirida por la empresa española Movierecord y la empresa estadounidense Metromedia, quienes renombraron el canal como Tele 2 S.A., cuyas transmisiones se inician el 4 de diciembre de 1964 y así se comienza a transmitir películas en la tarde y reemisiones en la noche. Se solía emitir un noticiero de 15 minutos al comienzo de la programación del canal. En 1974, el canal cesa sus emisiones debido a la censura de la dictadura militar de Juan Velasco Alvarado y su licencia fue revocada.

### Lanzamiento
En 1982, la Compañía Latinoamericana de Radiodifusión S.A., que fue constituida por Bernardo Batievsky (publicista y cineasta), los hermanos Samuel y Mendel Winter (propietarios de la empresa de chocolates Procacao S.A) y Baruch Ivcher (propietario de la empresa de colchones Paraíso del Perú S.A), readquirió la licencia que le fue revocada a Tele 2. Luego de realizarse pruebas por cuatro horas diarias, el 23 de enero de 1983, se lanza al aire nuevamente el canal bajo el nombre de Frecuencia 2 en una pequeña casona en la urbanización San Antonio, en el distrito de Miraflores. La ceremonia de inauguración fue encabezada por el entonces presidente del Perú Fernando Belaúnde Terry.
El canal, en ese tiempo, se caracterizaba por su amplia programación extranjera, aunque también denotaba su inexistente producción nacional, debido a que no se contaba con infraestructura propia, como el resto de canales en ese tiempo. En un comienzo, el canal fue modelado originalmente al estilo de las filiales de canales estadounidenses (WPIX, WGN, KWGN, KTLA, WTBS, etc.). Los programas más destacados del canal en esa época fueron ABC del Deporte, Domingos para la juventud y un micronoticiero llamado 90 Segundos. Este último solamente duraban un minuto y medio de duración en ese entonces. Para 1984, se relanzaría como El Especial de 90 Segundos y se convierte en noticiero en horario central. En abril de 1989, es lanzado al aire Contrapunto, el cual se caracterizaba por sus reportajes, denuncias y escándalos que marcaron época durante el régimen de Alberto Fujimori. Sin embargo, el programa en sus últimos años adoptó una línea editorial pro-gobierno y perdió credibilidad por retratar negativamente a los opositores del fujimorismo. Dos años después de la renuncia de Fujimori, Contrapunto fue sacado del aire en noviembre de 2002 para ser reemplazado un año después por Reporte semanal.

### Crecimiento nacional
En sus inicios, la señal llegaba a toda Lima, desde Huacho hasta Chincha. Por ello, el canal decide instalar su propia retransmisora, comenzando con Ica en 1987. A partir de allí, se empezó a instalar retransmisoras y centrales por todo el país. En 1990, se adquiere un transponder en el satélite PanAmSat para emitir vía satélite al resto del país.
El canal aumentó en programación, en personal y en producciones locales. La programación del canal consistía en concursos, comicidad y debates políticos. Sin embargo, ante la carencia de estudios en el local de entonces, estos se grababan en diversos teatros de la ciudad. Luego, el canal produjo su propia primera serie ficción, llamada Matalaché. En el año 1989 el canal adquiere un local más grande en una casona en el distrito de Jesús María para albergar las nuevas instalaciones.
El 5 de junio de 1992, durante la época del terrorismo en el Perú, un coche bomba del grupo maoísta Sendero Luminoso destruye gran parte de sus instalaciones y causa la muerte de tres funcionarios del canal. Eventualmente, las instalaciones se reconstruyen y modernizan convirtiéndose en los estudios que funcionan hasta la actualidad.

### Cambio de nombre y la ficción local
Ante el crecimiento y expansión nacional del canal, el 31 de octubre de 1993, el canal se relanza como Frecuencia Latina para su mejor identificación en todo el país. Con este cambio, llega la sociedad entre su socio mayoritario Baruch Ivcher y el director Luis Llosa Urquidi con su empresa Iguana Producciones, para la producción de series y telenovelas nacionales. Debido a este convenio, varios programas de televisión producidos por el canal localmente fueron puestos al aire, y algunos de los actores y actrices que participaron en estas saltaron a la fama en la televisión latinoamericana.

### Administración bajo los hermanos Winter
Frecuencia Latina dejó de ser propiedad de Baruch Ivcher (accionista mayoritario) en 1997. Los hermanos Mendel y Samuel Winter (accionistas minoritarios) habían tomado el canal, debido a que Baruch perdió su nacionalidad de manera ilegal. Se cambió el logo del canal, el cual permaneció hasta el año 2002.
Se empezaron a lanzar al aire diversas producciones en la década de 1990, como Las mil y una... de Carlos Álvarez (1989-1997), JB Noticias (1994-2001), con Jorge Benavides, quien también interpretaría, en otro programa, a La Paisana Jacinta, el programa de entrevistas Maritere con la experiodista de Contrapunto (1989-2002) conducción de Maritere Braschi, el programa infantil-juvenil Almendra, de Almendra Gomelsky, el cual duró de 1995 a 1997; la serie Pataclaun, emitida entre 1997 y 1999, Hablemos Claro y China en Acción, ambos de Mónica Chang, entre otros.
La reportera Magaly Medina también pasó por dicho canal entre 1998 y 2000, con su propio espacio de televisión nombrado Magaly TV, debido a los impases en ATV con Cecilia Valenzuela. Renunció cuando los hermanos Winter perdieron el canal donde eran accionistas mayoritarios. Otras personalidades que también trabajaron dentro del canal fueron Martha Sofía Salazar, Mónica Zevallos, Don Pedrito, Marisol García, Jaime Chincha, Beatriz Alva Hart (excongresista peruana y posteriormente comisionada de la Comisión de la Verdad y Reconciliación), Lucero Sánchez, Drusila Zileri y otros.

### Regreso de Baruch Ivcher
Baruch Ivcher finalmente recuperó su nacionalidad peruana, al igual que la administración del canal en el año 2000 gracias a una resolución de la Corte Interamericana de Derechos Humanos, puesto que se trató de una persecución por parte del régimen fujimorista. Los hermanos Winter serían posteriormente arrestados en 2001, aunque acogieron a la colaboración eficaz en ese año. Sin embargo, luego que César Hildebrandt denunciara en su programa, Ivcher anunció en 2003 la investigación de un documento donde supuestamente documentaría de un seguimiento. Años después, Hildebrandt reveló que había recibido una indemnización por parte del gobierno peruano, suceso que el canal lo hizo público. Además que el secretario ejecutivo del Consejo Nacional de Derechos Humanos, Luis Salgado renunciara por discrepancias por el gobierno.
Entre 2001 y 2002, el canal entró en reestructuración cuyo director periodístico asumió Gilberto Hume. Beto Ortiz tuvo presencia en los programas Dios nos libre y Vidas secretas, en donde evidenció datos muy duros sobre figuras de la televisión, incluso del mismo canal. Algunos afectados fueron Gisela Valcárcel, Ernesto Pimentel, Almendra Gomelsky (en La vida secreta de Mónica Santa María Smith). Aunque fue despedido del canal por influencia de Valcárcel en los ejecutivos de la cadena, finalmente regresó con Enemigos Íntimos en el 2008, junto a Aldo Miyashiro.
Para el año 2000, muchas figuras del canal comenzaron a retirarse y otras tantas ingresan, como Karina Rivera y Mónica Zevallos, que finalmente fueron despedidas del canal en 2002, por la misma coyuntura del relanzamiento del canal y recortes en sus respectivos contratos. El 4 de marzo de 2002, se presentó el nuevo logotipo de Frecuencia Latina y el lema «Vive en ti». Posteriormente, en 2003, su franja horaria estelar logró posicionarse entre las más sintonizadas del panorama televisivo.
En cuanto a Valcárcel, ella tuvo dos programas. El primero salió al aire en 2002 siendo el título su nombre y, el segundo, fue la polémica adaptación de Gran Hermano La casa de Gisela, en el 2003. También se destaca el programa Siempre Gisela, considerado uno de los mayores fracasos televisivos del canal.
Durante ese tiempo, el programa apostó en programas de ficción. Destacaron en 2004 La lucha por un sueño y Eva del Edén.

### Administración Urrutia

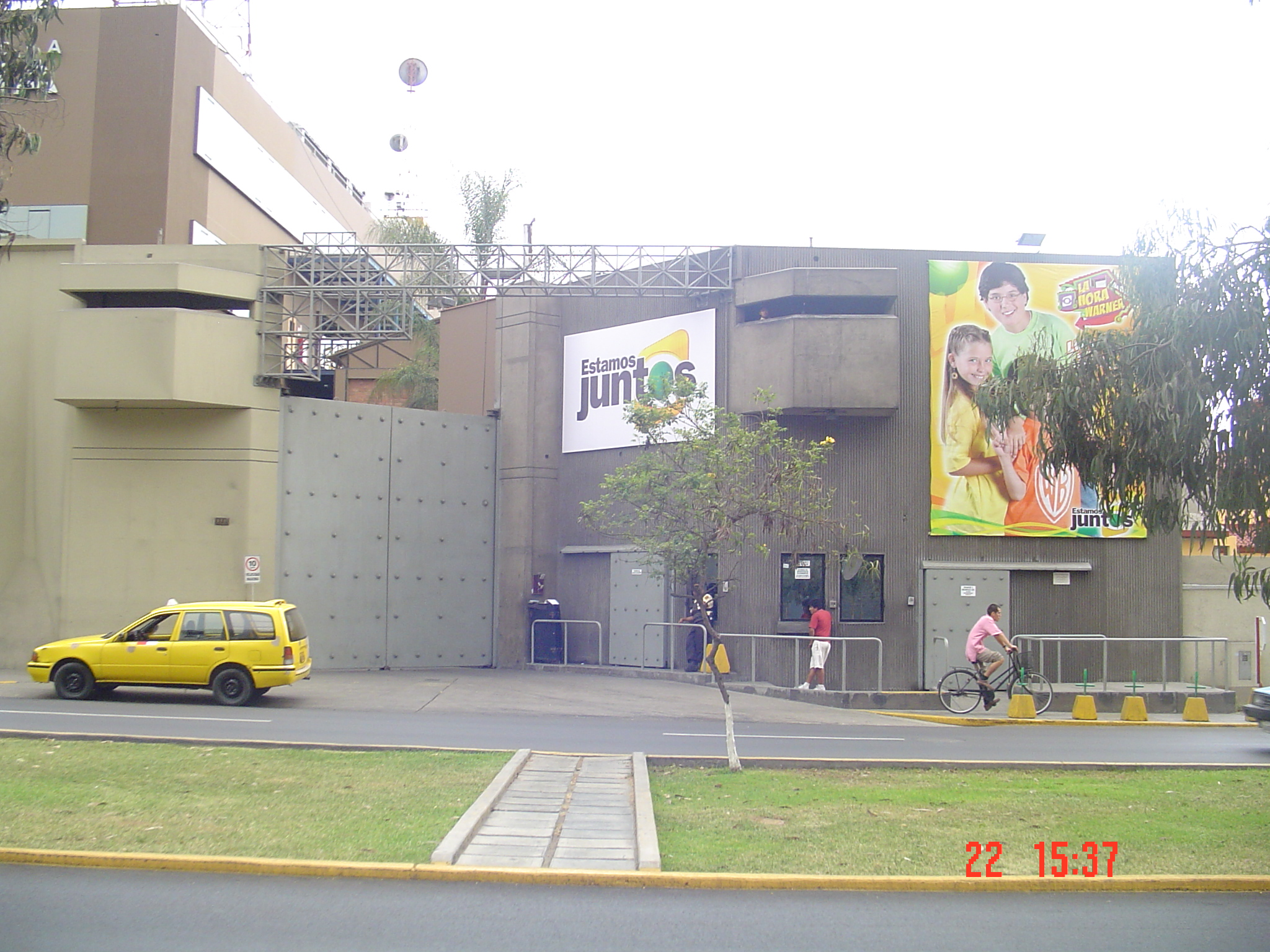
Instalaciones de Frecuencia Latina (2009).

El 16 de abril de 2009, tras la renuncia del gerente comercial, Javier Carmona, el dueño y presidente del canal Baruch Ivcher decidió mejorar su canal y designó al empresario chileno Javier Urrutia, como nuevo Gerente General de Frecuencia Latina. La gestión del gerente causó fuertes polémicas en todos los ámbitos relacionados con Frecuencia Latina y a sí mismo. Incluso, se sospechó que el gerente chileno tenga relación con Vladimiro Montesinos y con el Servicio de Inteligencia de Chile como un espía dentro del país.
Ivcher, como un ciudadano israelí que constantemente viajaba a Israel, dejó al gerente tomara cargo. Los resultados, al principio, fueron polémicos. Ya que cuestionaba al periodista deportivo Phillip Butters, quien conducía un programa llamado El especialista, donde siempre denunciaba las grandes irregularidades en el mundo deportivo del Perú. Este hecho incomodó al gerente, quien quería cambiar el contexto del programa; pensamiento el cual molestó al periodista ya que no podía silenciarlo. Butters fue elegido como el mejor periodista deportivo en el 2007 y 2008; galardones que no le interesaron en lo más mínimo al gerente y optó por despedirlo.
El gerente arremetió nuevamente, esta vez contra el programa El especial del humor, protagonizado por Carlos Álvarez y Jorge Benavides. También presionó contra los personajes tradicionales del programa como La paisana Jacinta, la imitación a políticos y personajes de la farándula, contexto base del programa. En consecuencia ante tales presiones, los cómicos decidieron terminar la temporada 2010 y no renovar contrato con el canal.
El despido del periodista trajo polémica, en su momento. El gerente tenía una relación sentimental con la conductora de espectáculos Janine Leal, quien conducía el programa de espectáculos Amor, Amor, Amor (junto a Carlos Cacho y Sofía Franco). Al parecer, las relaciones entre Cacho, Franco y Leal no eran las mejores.
El único programa que le hacía frente era Enemigos íntimos conducido por Beto Ortiz y Aldo Miyashiro, quienes estaban en total desacuerdo en la intervención de Urrutia en el contenido de su programa, ya que era el que más audiencia tenía en su horario. El acoso hacia el programa era una situación común, en ese entonces; tanta fue la presión que generaba el gerente que, aun así, no podía encontrar la manera de desaparecer o cambiar el contenido del programa, hasta que llegó el inesperado despido de Beto Ortiz. Debido a la impresión y el descontento público, su compañero del programa Aldo Miyashiro salió al aire al día siguiente después del despido de Ortiz al mostrar su apoyo y a la vez su renuncia al canal, además de confirmar la presión y atropellos que cometía el gerente contra su programa. Todos estos despidos, que generaban pérdidas económicas al canal, terminó de colmar la paciencia al presidente de Frecuencia Latina Baruch Ivcher, quien finalmente lo despidió.
Desde mediados de 2010 hasta 2017, Javier Urrutia se desempeñó como director ejecutivo del canal de televisión chileno La Red, y desde julio de 2017 hasta el 20 de junio de 2019, fue director ejecutivo del Canal 13 de Chile. Durante esa ausencia, la exproductora de programa de Gisela Valcárcel, Susana Umbert, asumió la gerencia del canal.

### Televisión digital terrestre
En noviembre de 2006, el Ministerio de Transportes y Comunicaciones publicó en el diario oficial El Peruano una norma sobre la televisión digital terrestre (TDT) y las bases para iniciar las transmisiones experimentales, en tal sentido se ha fijado la reserva de la banda 470-698 MHz, correspondientes a los canales UHF 14 al 51, para el desarrollo de la TDT. El 2 de septiembre de 2010, Frecuencia Latina inició transmisiones de prueba en la TDT nacional con el estándar ISDB-T y, el 14 de septiembre, desde una ceremonia en un escenario en el estudio del canal, se inició las transmisiones de prueba en alta definición. La ceremonia contó con la presencia del entonces presidente Alan García Pérez y otras autoridades del Estado. Las transmisiones de prueba se realizaron en el canal 20 UHF, con éxito y cobertura. Se emitía eventos que la televisora emitía en su señal analógica.
Desde entonces, el canal emite en el canal 20 de la banda UHF de Lima, usando el canal virtual 2.1 para su señal HD, el subcanal 2.2 para la señal SD, el subcanal 2.3 siendo un duplicado SD que previamente emitía la programación del canal con retraso de una hora y eventos variados, y el subcanal 2.31 (1S) para su recepción por teléfonos celulares.

### Nuevos accionistas
El 26 de junio de 2012, el presidente del directorio Baruch Ivcher confirmó la venta de parte de las acciones de Frecuencia Latina Televisión al grupo Enfoca (Sociedad Administradora de Fondos de Inversión S.A.), la cual también era propietaria de otras importantes empresas como Celima, Trebol, Maestro, Oncosalud, Talma, etc. Con esta venta, se buscaba acelerar la ejecución de proyectos de mejora de la infraestructura y equipamiento del canal para vender el canal al mejor postor.
Luego, en septiembre de 2012, Ivcher adquirió las 15 millones de acciones que ligaban a los hermanos Samuel y Mendel Winter a la empresa, en remate público dispuesto por el Primer Juzgado Civil Comercial de la Corte Superior de Lima.
Baruch Ivcher mantuvo su cargo como Presidente del Directorio hasta el 19 de septiembre de 2013, despidiéndose con un homenaje realizado por la propia Frecuencia Latina Televisión. De este modo cedió de manera definitiva el control de Frecuencia Latina Televisión al nuevo directorio encabezado por Jesús Zamora.

### Cambios y alianzas estratégicas

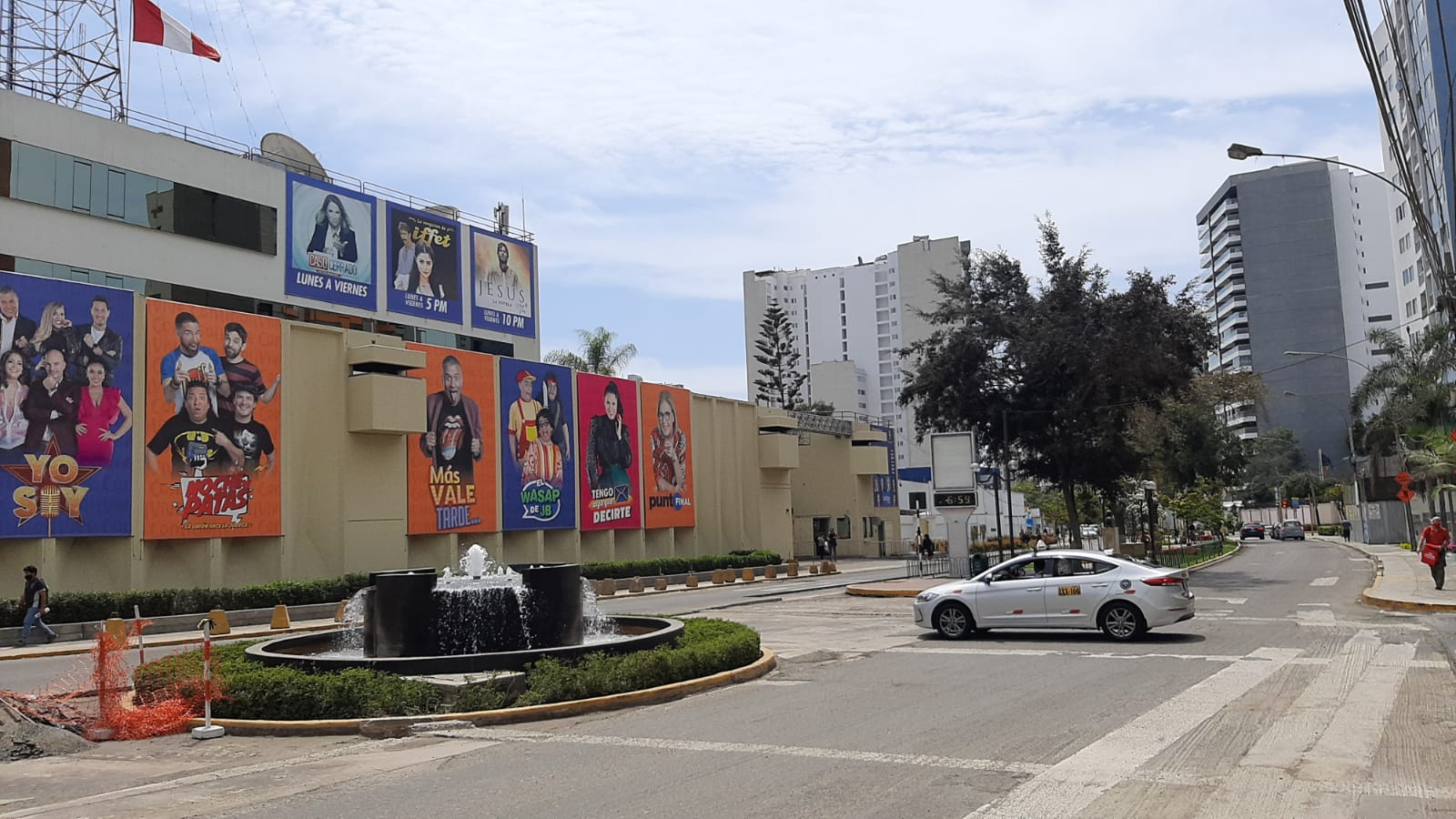
Exteriores de Latina en 2021.

En 2013 se lanza el servicio Dual, que permite interacciones a los presentadores dentro de determinados programas en vivo, a través de su sitio web. Se aplicó en La voz, Calle 7, Bienvenida la tarde: la competencia, entre otros.
En agosto de 2014, la señal en definición estándar cambia de relación de aspecto de 4:3 a 16:9 y pasa a reescalar la señal de alta definición directamente, siendo el primer canal peruano de señal abierta en transmitir de modo panorámico en la señal estándar. El 28 de noviembre del mismo año, durante la emisión del programa La Voz Perú, se relanza el canal con el nombre de Latina, junto con un nuevo logo, un nuevo paquete de gráficas y un nuevo eslogan "Siempre más".
En 2015, Panamericana Televisión y el canal realizan una alianza estratégica, en que supuestamente concentraría el 36 % de la torta publicitaria de la televisión nacional.
Retomando el proceso de cambio de imagen corporativa, en abril de 2016 se inauguró la nueva área de prensa, identificada como Latina Noticias, así como su nuevo estudio informativo, el Centro Internacional de Noticias; lo que implicaba la renovación de 90 y otros programas periodísticos. En ese año, se dieron a conocer negociaciones de venta tanto de Latina y Panamericana Televisión a Fox Networks Group y que los directivos de esta última empresa habrían brindado una oferta inicial aproximada a US$200 millones. Sin embargo, las negociaciones no prosperaron.
Latina se convirtió en miembro de la Sociedad Nacional de Radio y Televisión, Organización de Televisión Iberoamericana y de la Alianza Informativa Latinoamericana (AIL).
El 9 de julio de 2017, Latina Televisión lanzó una campaña contra la violencia a la mujer bajo el hashtag «#NosHacemosCargo». Esta busca concientizar a la audiencia sobre la alta tasa de feminicidios y agresiones a la mujer en el país. La cadena adaptó el «Botón de Pánico» de la aplicación móvil creada para el programa Alto al crimen como parte de la campaña, que consiste en alertar a la Policía Nacional sobre un maltrato en tiempo real al presionar el botón de la aplicación, que permite tomar una fotografía al agresor.
En 2017, Latina le adquirió a ATV los derechos de emisión de las próximas ediciones de la Copa Mundial de Fútbol para señal abierta. Además, aseguró los derechos para la Copa Confederaciones 2017. Además, Latina y América adquirieron a ATV los derechos de emisión de las eliminatorias y los partidos de la selección nacional de fútbol. También, Latina le adquirió a América los derechos de transmisión de la Copa Movistar. 
En 2018, Latina transmitió la Copa Mundial de Fútbol 2018 al nivel nacional por señal abierta. Ese mismo año, comenzó a emitir el programa Caso cerrado, previamente transmitido por ATV. En ese año, la empresa Latina Media salió a bolsa por unos meses.
En 2019, la cadena transmitió los Juegos Panamericanos y Parapanamericanos Lima 2019, en conjunto con Panamericana Televisión. Ese mismo año, el canal consiguió los derechos del Festival Internacional de la Canción de Viña del Mar, pero solo se emitió la participación de Susan Ochoa y se excluyó la de Nicole Pillman y otros artistas. Más tarde, Latina cedió los derechos de las novelas turcas a ATV. Asimismo también algunas de sus películas transmitidas en este canal a América (importadas y nacionales), ATV y Panamericana Televisión.
En 2022, Latina transmitió la Copa Mundial de Fútbol 2022 (Qatar 2022/Catar 2022) al nivel nacional por señal abierta.
En 2023, hicieron su ingreso Fernando Díaz y Alicia Retto después de su salida de ATV noticias. Además, estrenaron el programa El gran chef famosos, producido por la misma productora que el popular programa Yo soy, y las telenovelas nacionales en horario estelar. Max Iglesias, gerente comercial del canal, afirmó que Latina se centró en generar contenido para todo tipo de audiencias, lo que habría sido importante para duplicar la cantidad de espectadores en un año.

### Reestructuración
En 2024, el Grupo Enfoca anunció que la emisora cambiará de estrategia comercial para enfocarse en programas de entretenimiento para reducir costos y atraer posibles interesados en comprar la cadena, entre ellos al exdueño Baruch Ivcher. Según Amor y fuego, varios periodistas de Latina Televisión renunciaron a la empresa. La gerencia, por su parte, decidió cancelar el noticiero del horario nocturno para reemplazarlo por telenovelas turcas. Posteriormente, el equipo de producción redujo el horario de emisión del programa Arriba mi gente para reemplazarlo por la telenovela turca Toma mi mano, la cual se emitió hasta octubre de 2024. Finalmente, en noviembre de ese mismo año, Latina Televisión anunció el estreno de un nuevo logotipo paquete gráfico, desarrollado por las agencias Farenheit DDB y After.
En 2024, la empresa despidió a 20 trabajadores que habían anunciado públicamente que formarían un sindicato laboral. Este despido fue considerado como «muy grave» por la Superintendencia Nacional de Fiscalización Laboral y esta ordenó a la cadena la restitución de los trabajadores. El Ministerio de Trabajo, por su parte, otorgó reconocimiento legal al nuevo sindicato.
En 2025, Latina Televisión adquirió los derechos de transmisión del partido amistoso de fútbol entre el Inter Miami y el Universitario de Deportes, como parte de la gira The Americas Preseason Tour. Días después, el Grupo Enfoca (Latina Media y Jockey S.A.) anunció como nuevo gerente general de la emisora a Eric Jurgensen, conocido principalmente por reestructurar América Televisión a inicios de los años 2000 cuando esta emisora pasó a ser administrada por acreedores tras el impago de deuda de la familia Crousillat por una crisis económica.
Con el nuevo gerente, Latina anunció que reemplazaría las telenovelas turcas por producciones sudamericanas que habían gozado de gran popularidad entre la audiencia peruana, como Betty la fea, Avenida Brasil y Moisés y los Diez Mandamientos. La periodista Patricia Salinas describió esta estrategia como una maniobra económica para evitar gastos y no como un deseo de conectar con la nostalgia. Posteriormente, el canal anunció la finalización de El gran chef famosos, del cual será reemplazado por un programa de cocina, el regreso de Yo soy y la creación de una franja con telenovelas y programas de farándula propios. El 1 de mayo, Latina fue adquirida por la Administradora Jockey Plaza Shopping Center S.A (dueño del centro comercial), en conjunto con Latina Media, parte del Grupo Enfoca.[cita requerida]

## Críticas
Durante 2015, Latina ha sido duramente criticada por emitir contenido denominado televisión basura en su programación dentro del horario de protección al menor, siendo el programa Amor, amor, amor el que más ha recibido rechazo por la audiencia. El principal argumento que se usó para respaldar esta postura hacia tales programas fue que la emisora se limitaba a emitir farándula y temas relacionados con este género de manera amarillista, como los cotilleos, rumores, líos amorosos e infidelidades de celebridades del canal. Como resultado, América estuvo también en el punto de mira de las críticas, debido a que tal emisora había infringido varias veces la Ley de Radio y Televisión del país por la emisión del programa Esto es guerra. También, el canal ATV en su momento estuvo dentro de la polémica por la emisión de su programa de telerrealidad Combate (hasta 2018). Por lo tanto, se organizó la primera Marcha contra la televisión basura organizada por el Colegio de Periodistas del Perú, creada con la finalidad de restaurar el sistema de horario de protección al menor (artículo 40 de la Ley de Radio y Televisión n.º 28278) frente al contenido que lo vulnera.
También fue criticada por competencia desleal en la emisión de los partidos de la Copa Mundial de Futbol. En 2018, Osiptel multó al canal por práctica colusoria vertical a favor de DirecTV. En 2022 el medio respondió con un comunicado por emitir solo 20 de los 48 encuentros de la primera ronda en televisión, mientras que el resto se emitió en diferido 24 horas después por su sitio web. El presentador del canal para ese mundial Coki Gonzáles justificó que «ahora es mucho más caro comprar los derechos de televisión». Finalmente la empresa confirmó por redes sociales que la limitada adquisición a Perú aplicó también a «16 países de la región»; caso que la Secretaría Técnica de la Comisión de Fiscalización de Indecopi anunció medidas de investigación, y tomó la medida cautelar de prohibir anuncios relacionados al mundial de fútbol.

## Señales

### Analógica terrestre
Era la señal original del canal, emitida desde su fundación el 23 de enero de 1983 en Lima por el canal 2 VHF análogo (54-60 MHz), usando NTSC 480i a 60 fotogramas por segundo. En 1997 comienza a emitir en estéreo. Se transmitía en 4:3 y desde 2010, al comenzar las producciones en alta definición, estas se emitían siempre con pan and scan. Desde agosto de 2014, la señal se emite en 16:9 comprimido a 4:3 luego de la unificación con la señal en alta definición, pasando a retransmitir la señal en HD,.Esta señal cesó sus emisiones el 31 de diciembre de 2024, cuando se completó la primera etapa del apagón analógico

### Señales TDT
| Canal Virtual          | Contenido |
| ---------------------- | --- |
| x.1 HD                 | Es la señal en alta definición del canal lanzada el 14 de septiembre de 2010, la cual se emite en 1080i a 60fps. Es la señal principal del canal desde 2014. De 2010 a 2012 se emitía con el logo mosca con el texto «HDTV», luego desde 2012 hasta 2014 se emitía con el logo mosca original usado en SD, mientras que las producciones en definición estándar 4:3 se emitían con pillarbox en las cuales en las dos franjas negras había un texto en vertical que leía «FrecuenciaLatina». En agosto de 2014 se unifica la señal HD con la SD y se siguió usando el logo mosca original. |
| x.2 Subcanal SD 1      | Es la señal en resolución estándar del canal lanzada en 2010 que se emite en 480i a 60 bandas por segundo. De 2010 a 2014, emitía en simulcast con la señal analógica a 4:3. Desde agosto de 2014, la señal se emite en 16:9 al igual que la señal HD. |
| 2.3 Subcanal SD 2 (+1) | Es la señal timeshift del canal, lanzada en 2014 que se emite en 480i a 60 bandas por segundo. En un inicio transmitía la misma programación que la señal SD con una hora de retraso junto con ciertos eventos deportivos, pero con el paso del tiempo se convirtió en una señal espejo. En 2023 fue reemplazado por Latina Digital, actual Latina Noticias 24/7, una programación de noticias, deportes y entretenimiento las 24 horas. Esta señal sólo se transmite para Lima y Callao.                                                                                                  |
| x.4 Latina Móvil       | Es la señal 1seg para teléfono celular lanzada en 2010; se emite en 240p a 30 fotogramas por segundo. Retransmite la señal SD. El 25 de mayo de 2021, Latina actualizó su página web y su app haciendo que el contenido se visualice en 640 x 480p. El 25 de junio de 2022, Latina actualizó nuevamente su página web y su app. |

### Transmisión vía web
En 1996, el canal comenzó a emitir en vivo por su página web usando el complemento de Real Player. La resolución en la que transmitían su programación era de 349 x 276p. En 2003 empezaron a transmitir su programación en 640 x 480p usando el complemento Windows Media Player. En 2010 la resolución de imagen se cambió a 1920 x 1080p sin necesidad de usar algún complemento, mediante HTML 4.0. En 2016 se cambió a HTML5 para mayor nitidez de imagen y audio en la señal.
En octubre de 2024, Latina Televisión estrenó su canal online Latina clásicos, que se emite únicamente por internet y muestra todo el catálogo de producciones propias desde la década de 1990.